# Pivovarský rybník (Lvová)
Pivovarský rybník je rybník o rozloze 2,5 ha nalézající se na Panenském potoce pod zámkem Lemberk. Mezi zámkem a rybníkem se nalézají pozůstatky zámeckého pivovaru, především rozsáhlé pivovarské sklepy.

## Historie
Rybník vznikl společně s hospodářským dvorem u zámku Lemberk, jeho existence je doložena na mapách z 1. vojenského mapování z let 1764-1768.

## Galerie

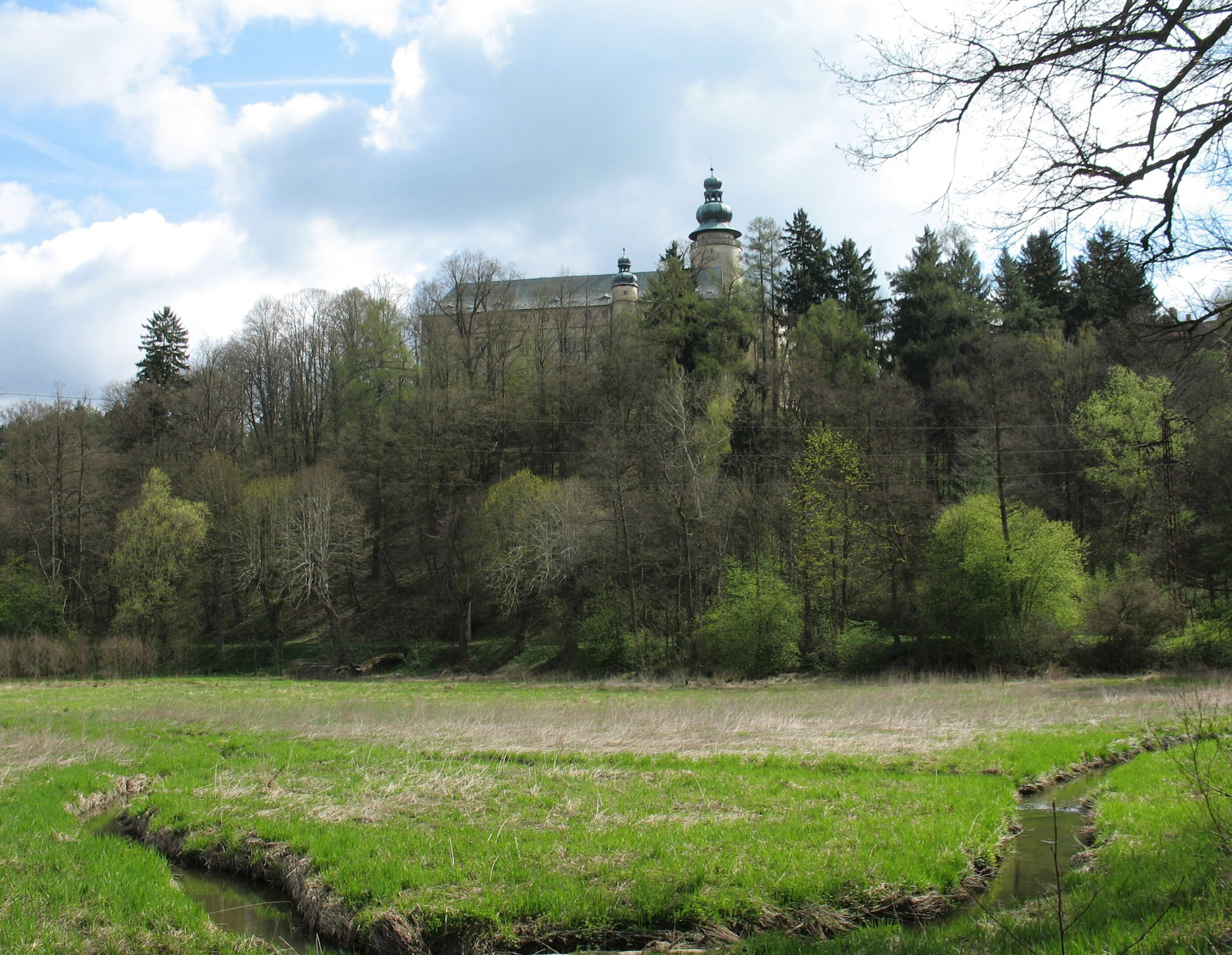
Zaniklý Pivovarský rybník pod Lemberkem
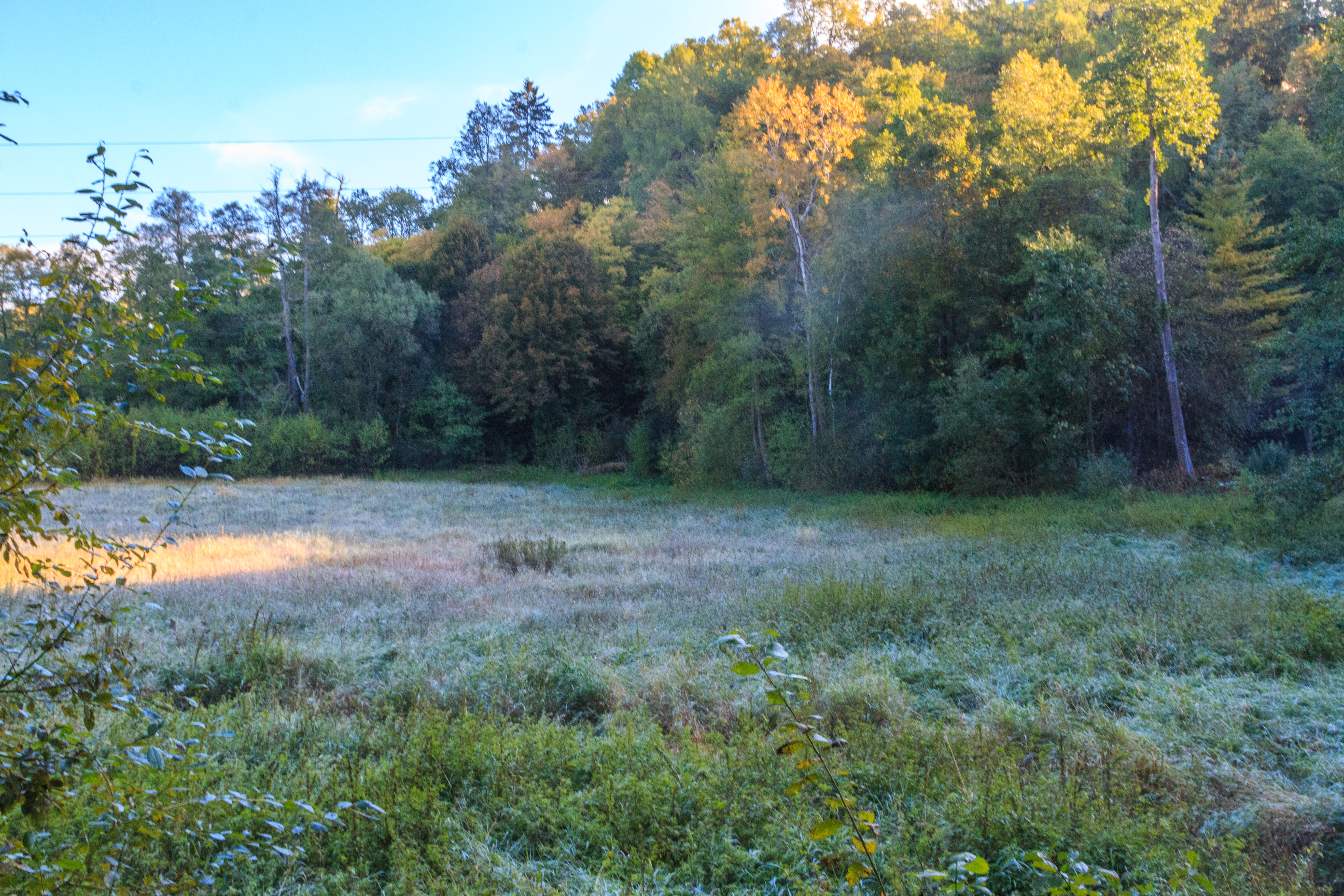
Vypuštěný Pivovarský rybník
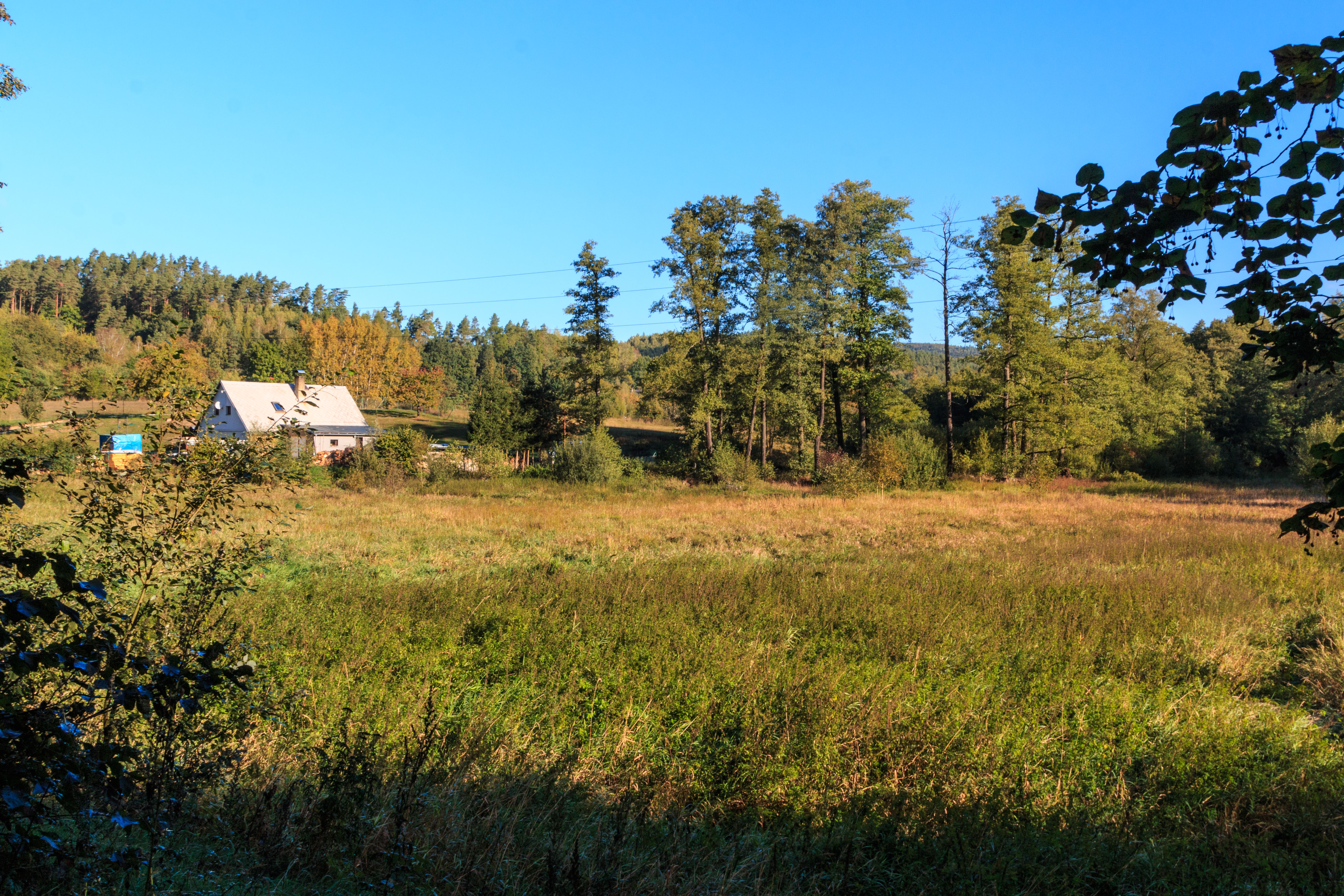
Zarůstající Pivovarský rybník ve Lvové
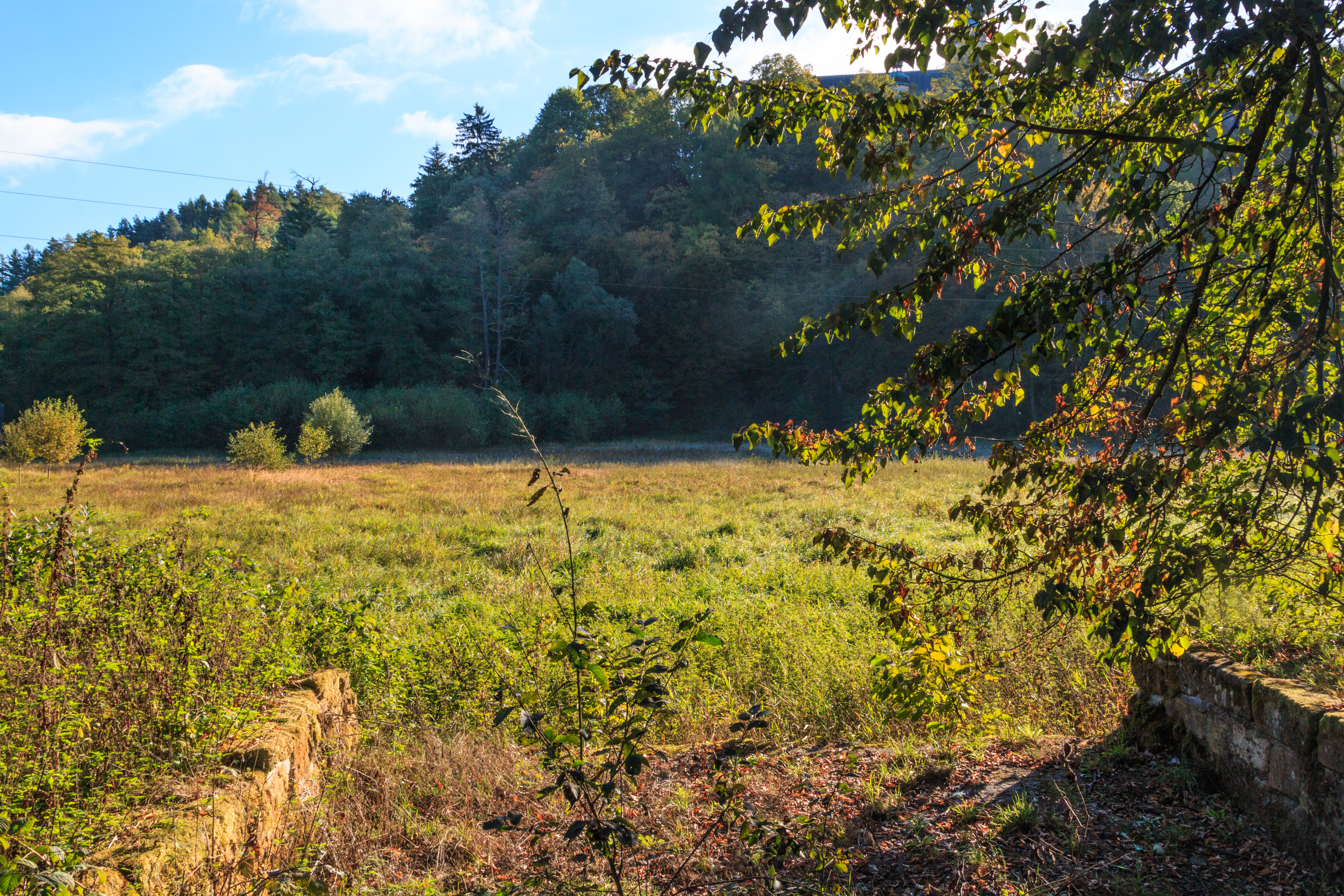
Pohled z kamenného mostku
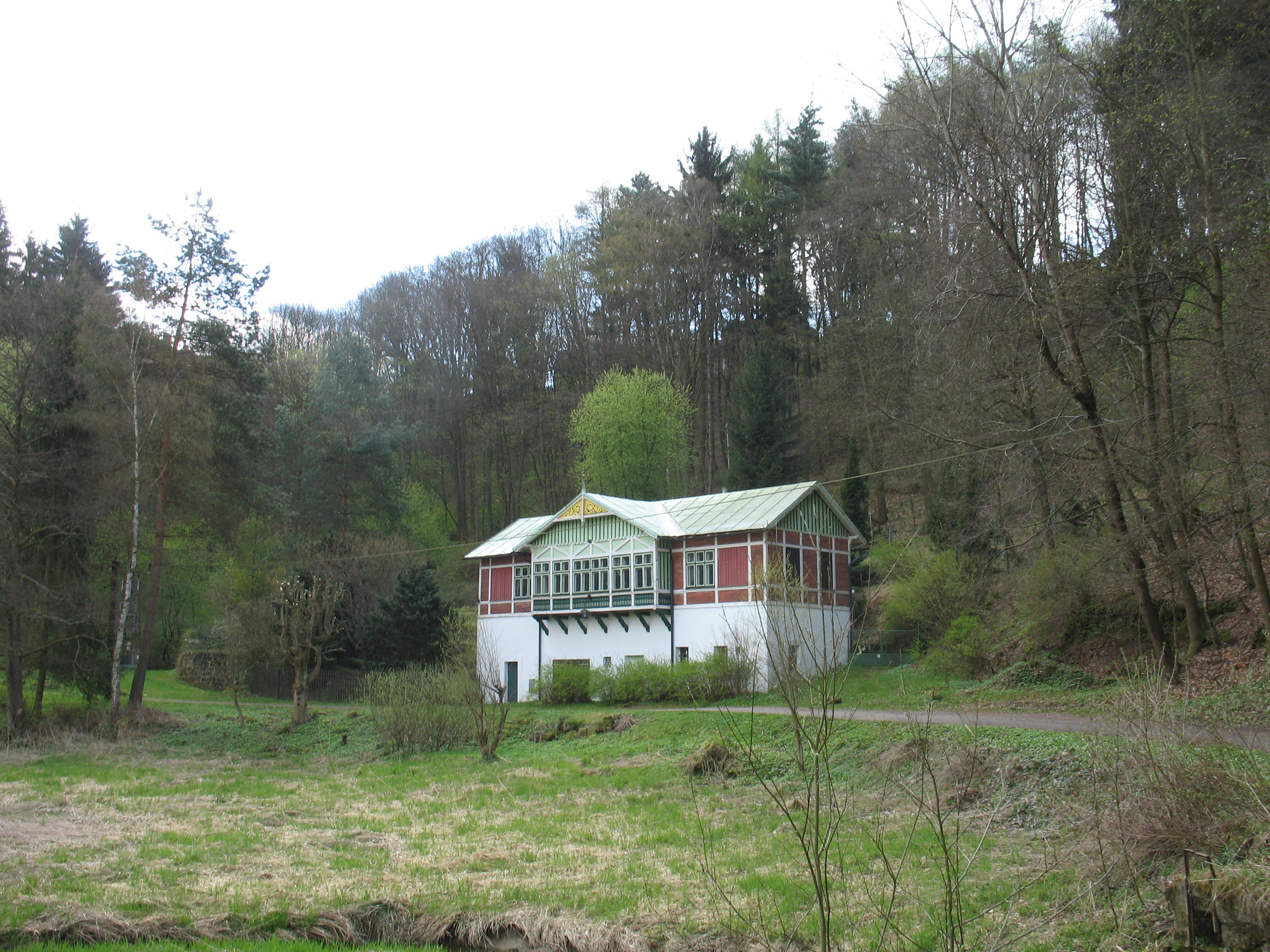
Bývalá pivovarská restaurace u rybníka